# Bagagli leggeri
Bagagli leggeri è il settimo album in studio di Marco Carta pubblicato il 21 Giugno 2019.
È il primo disco del cantante sardo ad uscire dopo il divorzio dalla sua precedente etichetta: la Warner Music.
All'interno del disco ci sono 3 brani in cui Carta ha collaborato alla scrittura del testo insieme ad altri autori.
L'album ha debuttato alla 14 posizione della classifica FIMI e ha stazionato nella top100 degli album più venduti in Italia per 3 settimane.
Nonostante il brutto periodo del cantante sardo che ha preceduto l'uscita di questo album, il suo pubblico ha dimostrato di esserci per lui da oltre 10 anni portando il disco al numero 1 di iTunes, il giorno dell'uscita del CD.
In seguito durante il periodo estivo c'è stato un tour in alcune piazze italiane.

## Tracce
1. Una foto di me e di te – 3:29 (A.Vella, D.Simonetta)
2. Io ti riconosco – 3:28 (G.Florulli, S.Paviani, G.Pastorino)
3. La prima cosa da fare – 3:23 (G.Florulli, S.Paviani, G.Pastorino)
4. Lontani dal sole – 3:23 (S.Paviani, G.Pastorino, M.Rettani)
5. I giorni migliori – 3:15 (G.Oggiano, M.Rettani, G.Pastorino)
6. Un cuore basterà – 3:17 (Marco Carta, A.Amati, G.Pastorino, D.Ciffa)
7. Il meglio di noi – 3:37 (D.Simonetta, M.Zanotti)
8. Me l'hai detto tu – 3:23 (Marco Carta, G.Pastorino, E.Erriu)
9. L'inizio e la fine – 3:38 (Marco Carta, G.Pastorino, S.Paviani)
10. Levami il trucco – 3:33 (D. Ciffo, G.Pastorino, S.Paviani, M.Zocca)

Durata totale: 34:26